# او و گربه‌اش
او و گربه‌اش (彼女と彼女の猫 Kanojo to Kanojo no Neko) یک اووی‌ای انیمه ژاپنی است که توسط ماکوتو شینکای در سال ۱۹۹۹ ساخته و کارگردانی شده‌است. یک مجموعه تلویزیونی انیمه ۴ قسمتی نیز بر پایه نسخهٔ اووی‌ای ساخته شده است که در مارس ۲۰۱۶ پخش شد. داستان فیلم در مورد ارتباط یک گربه نر با صاحب زن خودش از دیدگاه گربه است. صداپیشگی شخصیت گربه و صاحبش در نسخهٔ ژاپنی فیلم توسط ماکوتو شینکای (کارگردان) و میکا شینوهارا (همسرش) انجام شده‌است.